# گریسانتاون (ویرجینیا)
گریسانتاون (به انگلیسی: Graysontown) یک منطقهٔ مسکونی در ایالات متحده آمریکا است که در شهرستان مونتگومری، ویرجینیا واقع شده‌است. گریسانتاون ۵۶۵٫۱۱ متر بالاتر از سطح دریا قرار دارد.